# Хотяинцева, Александра Александровна
Алекса́ндра Алекса́ндровна Хотя́инцева (1865 — декабрь 1942, Ленинград) — русская художница, мастер карикатуры, мемуаристка. Внучка декабриста И. Н. Хотяинцева, знакомая семьи Чеховых. Автор серии шаржированных портретов А. П. Чехова «Чехиада» и воспоминаний о писателе.

## Биография и творчество
Александра Хотяинцева родилась в 1865 году, внучка декабриста И. Н. Хотяинцева. Художественное образование получила в Московском училище живописи, ваяния и зодчества, где получила медаль и свидетельство на право преподавания рисования. В 1894—1901 годах училась в Императорской Академии художеств у И. Е. Репина, затем в Париже в художественных студиях Л.-О. Мерсона и Р. Коллена. В 1890-х годах создала в Москве Художественную мастерскую, в которой преподавали живописцы В. А. Серов, К. А. Коровин и Н. П. Ульянов и др.
Она большая насмешница, но очень талантлива.
| |
| |
| Чехов в раздумье над меню в Русском пансионе в Ницце. Акварель. 1897 Чехов в Третьяковской галерее перед своим портретом, написанным И. Э. Бразом. 1898 |

В 1897 году через М. П. Чехову состоялось знакомство Хотяинцевой с А. П. Чеховым, начались дружественные отношения с писателем и его семьёй. Художница гостила у Чеховых в усадьбе в Мелихове, где ею было сделано много рисунков, главным образом шуточного характера. В октябре этого года Хотяинцева уехала в Париж, переписывалась с Чеховым, жившим в Русском пансионе (фр. Pension russe) в Ницце. В письмах Чехов именовал её «великой художницей земли русской». Зимой 1897/98 года Хотяинцева приезжала в пансион. В январе 1898 года Чехов писал А. С. Суворину: «Здесь одна русская художница, рисующая меня в карикатуре раз по 10—15 в день».
В 1897—1898 годах Хотяинцевой была создана серия акварельных и карандашных шаржей-портретов А. П. Чехова, получившая название «Чехиада» («Прогулка на извозчике в Ницце», «Чехов в раздумье над меню в русском пансионе в Ницце», «Чехов мечтает об Книппер», «Чехов смотрит на Дроздову», «Чехов за табльдотом в Русском пансионе в Ницце», «Чехов читает газету „L’Aurore“», «Приезд в Мелихово. Возвращение из Ниццы», портреты и силуэты писателя и др.).

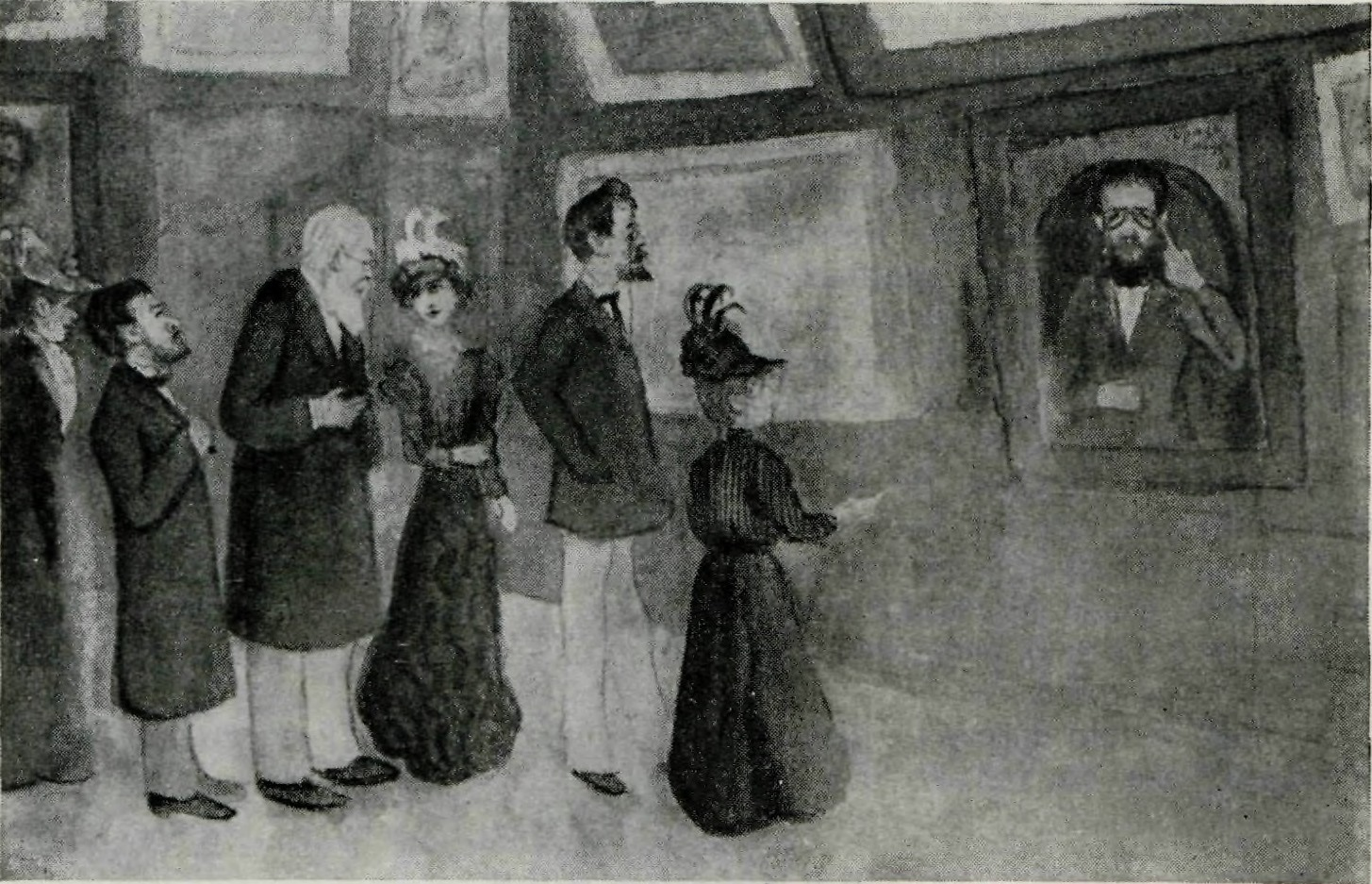
Чехов в Третьяковской галерее перед своим портретом, написанным И. Э. Бразом. Акварель. 1898

Объектами карикатур художницы служили и другие обитатели Русского пансиона в Ницце, бывшие предметами иронии Чехова и Хотяинцевой и носителями данных ими шуточных прозвищ: баронессы Дершау, «мать и дочь, худые, высокие, с длинными носами, модно, но безвкусно одетые» — «Рыба хвостом кверху» и «Рыба хвостом книзу»; «Дама, которая думает, что она ещё может нравиться»; «Дорогая кукла» и др. Отмечая перекличку рисунков Хотяинцевой с записными книжками Чехова, исследователь Е. Н. Дунаева указывает на «особую ценность» карикатур в том, что художница «отталкивалась не только от жизненной основы, но и от восприятия этой действительности Чеховым».
Хотяинцевой выполнены также акварельные работы «Вишнёвый сад», портрет матери писателя Е. Я. Чеховой.
А. А. Хотяинцева была не только талантливой художницей, но владела и пером. Её воспоминания, пересыпанные шутками и юморесками, которыми она обменивалась с Чеховым, живо передают атмосферу непринуждённости и жизнерадостности, столь характерную для Чехова.
Последняя из известных исследователям работ Хотяинцевой, созданная в сентябре 1898 года, запечатлела Чехова в Третьяковской галерее перед своим портретом работы О. Э. Браза . Карикатура была сделана в нескольких вариантах. Версия, где Чехов рассматривает свой портрет вместе с другими посетителями выставки (в числе которых А. С. Суворин, и предположительно, сама Хотяинцева) была опубликована в газете «Новое время».
Рисунки и карикатуры А. А. Хотяинцевой публиковались в периодических изданиях, художница принимала участие в московских и петербургских выставках.
В 1923 году совместно с Т. Л. Сухотиной-Толстой Хотяинцева учредила Художественную студию, в числе преподавателей которой был К. Ф. Юон.
Автор воспоминаний «Встречи с Чеховым».
Умерла в декабре 1942 года в блокаду Ленинграда. Место захоронения неизвестно.

## Наследие

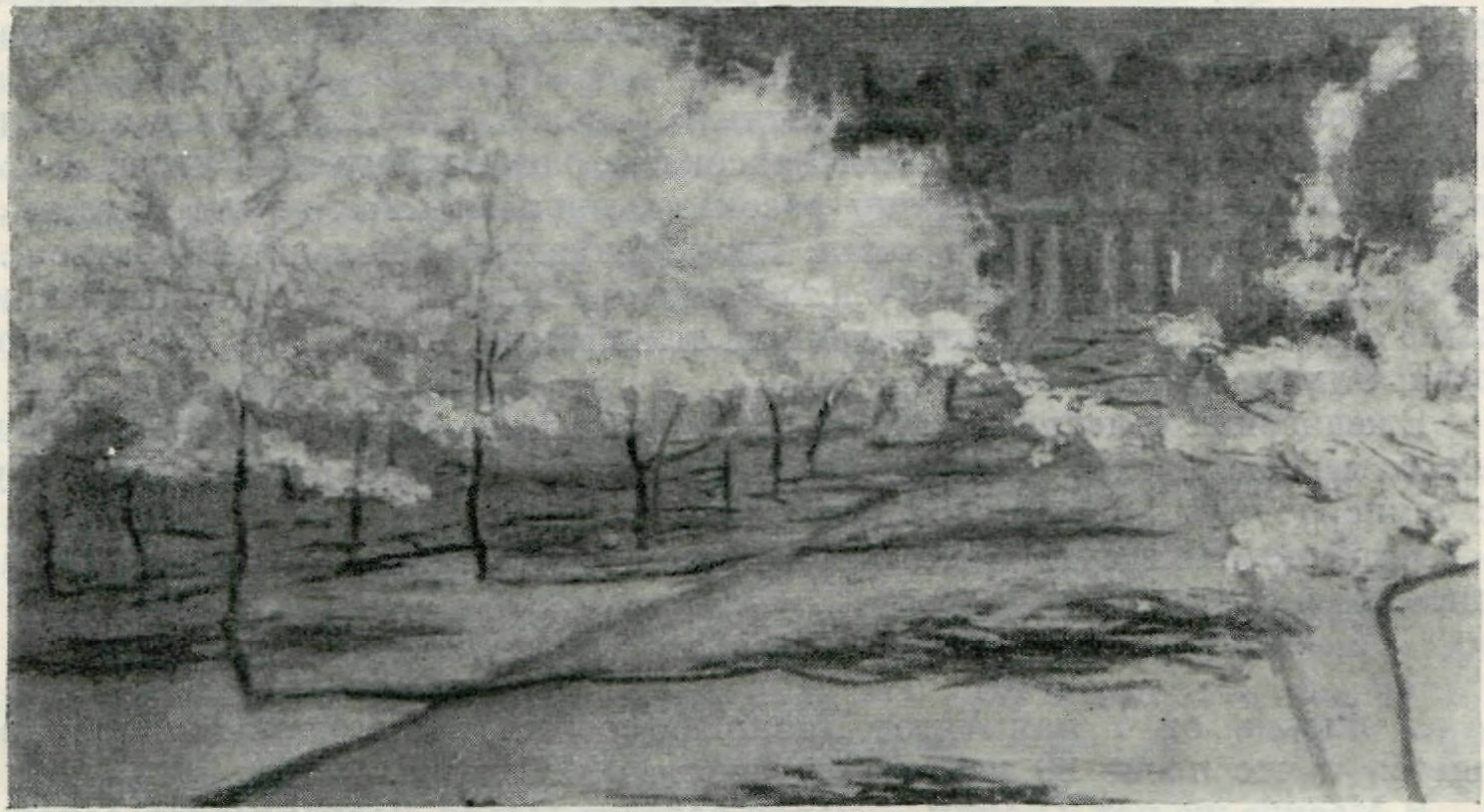
Вишнёвый сад. Акварель

В 1922—1923 годах 9 рисунков А. А. Хотяинцевой на больших листах поступили в Государственный литературный музей в составе архива А. П. Чехова, переданного М. П. Чеховой. В 1927 году Хотяинцева передала в Государственный литературный музей монтаж из 14 карикатурных рисунков на листе картона под названием «Tchekhov à Nice» («Чехов в Ницце»). Работы художницы находятся также в Доме-музее А. П. Чехова в Москве и Доме-музее писателя в Ялте.
Воспоминания «Встречи с Чеховым» опубликованы в 1960 году в томе 68 «Литературного наследства», переизданы в сборнике «А. П. Чехов в воспоминаниях современников» (М., 1986) и др. изданиях.
Письма художницы к А. П. Чехову в архиве писателя не обнаружены. Письма Чехова к Хотяинцевой, переданные адресаткой М. П. Чеховой после смерти писателя, опубликованы в томе 25 Полного собрания сочинений Чехова (М., 1979).

## Комментарии
1. ↑  Пародия на обращение И. С. Тургенева к Л. Н. Толстому[3].
2. ↑  Об этом портрете, написанном О. Э. Бразом в Ницце в марте—апреле 1898 года, Чехов писал Хотяинцевой: «Говорят, что и я, и галстук очень похожи, но выражение, как в прошлом году, такое, точно я нанюхался хрену»[14].